# FREEDOM 〜JAM Project BEST COLLECTION II〜
『FREEDOM 〜JAM Project BEST COLLECTION II〜』（フリーダム ジャム プロジェクト ベスト コレクション ツー）は、JAM Projectの2作目のベストアルバム。2003年9月3日にLantisから発売された。

## 概要
- ベストアルバムとしては、前作「BEST Project 〜JAM Project BEST COLLECTION〜」から、オリジナルアルバムを含めると前作「JAM FIRST PROCESS」から約1年6ヶ月ぶりのリリース。
- 本作に参加しているメンバーは、水木一郎、影山ヒロノブ、松本梨香、さかもとえいぞう、遠藤正明、きただにひろし、奥井雅美、福山芳樹である。
  - これは、同アルバム収録曲の期間中に、水木の「非常勤宣言」及びさかもとの「卒業」による事実上の脱退、きただに・奥井・福山の加入があったためで、現在までで最多の参加人数となる。ただし、8名で歌った楽曲はなく、収録時期によりメンバーが入れ替わっている。

## 収録曲
1. SKILL 〜Album ver.〜 [6:22]
作詞：影山ヒロノブ、作曲：須藤賢一、編曲：河野陽吾
2. 嘆きのロザリオ [3:37]
作詞・作曲：影山ヒロノブ、編曲：須藤賢一
3. Little Wing [4:40]
作詞・作曲：影山ヒロノブ・奥井雅美、編曲：河野陽吾
4. FREEDOM [4:50]
作詞：影山ヒロノブ、作曲・編曲：河野陽吾
5. 合神! ゴッドグラヴィオン [3:50]
作詞：影山ヒロノブ、作曲・編曲：須藤賢一
6. GO! GO! レスキュー [3:39]
作詞・作曲：影山ヒロノブ、編曲：河野陽吾
7. In the Chaos [5:02]
作詞：奥井雅美、作曲・編曲：河野陽吾
8. GET UP CRUSH FIGHTER! [3:58]
作詞・作曲・編曲：影山ヒロノブ
9. DEPARTURE [5:15]
作詞・作曲：影山ヒロノブ、編曲：河野陽吾
10. Alright now! 〜Movie Re-mix ver.〜 [5:07]
作詞：影山ヒロノブ、作曲・編曲：須藤賢一
11. マーチ オブ レスキューヒーロー [4:34]
作詞・作曲：影山ヒロノブ、編曲：須藤賢一
12. 風のEAGLE [3:56]
作詞：影山ヒロノブ、作曲・編曲：河野陽吾
13. GO!! [5:13]
作詞：影山ヒロノブ、作曲・編曲：河野陽吾
14. FOREVER & EVER [5:57]
作詞：影山ヒロノブ、作曲・編曲：河野陽吾
15. DAYS 〜僕らの未来〜 [7:31]
作詞：三重野瞳、作曲：影山ヒロノブ、編曲：須藤賢一

## タイアップ
| 曲名                               | タイアップ                                                                                  |
| ---------------------------------- | ------------------------------------------------------------------------------------------- |
| SKILL                              | PS2『第2次スーパーロボット大戦α』オープニングテーマ                                         |
| 嘆きのロザリオ                     | フジテレビ系アニメ『超重神グラヴィオン』オープニングテーマ                                  |
| Little Wing                        | WOWOWアニメ『スクラップド・プリンセス』オープニングテーマ                                   |
| 合神! ゴッドグラヴィオン           | フジテレビ系アニメ『超重神グラヴィオン』挿入歌                                              |
| GO! GO! レスキュー                 | テレビ東京系アニメ『出撃!マシンロボレスキュー』オープニングテーマ                           |
| In the Chaos                       | テレビ大阪・テレビ東京系アニメ『ギャラクシーエンジェル』（第3期）グランドエンディングテーマ |
| GET UP CRUSH FIGHTER!              | 劇場版『激闘!クラッシュギアTURBO 〜カイザーバーンの挑戦!〜』挿入歌                          |
| DEPARTURE                          | PS2『スーパーロボット大戦IMPACT』エンディングテーマ                                         |
| Alright now! 〜Movie Re-mix ver.〜 | 劇場版『激闘!クラッシュギアTURBO 〜カイザバーンの挑戦〜』主題歌                             |
| マーチ オブ レスキューヒーロー     | テレビ東京系アニメ『出撃!マシンロボレスキュー』エンディングテーマ                           |
| 風のEAGLE                          | 名古屋テレビ・テレビ朝日系アニメ『激闘!クラッシュギアTURBO』挿入歌                          |
| GO!!                               | PS2『スーパーロボット大戦IMPACT』オープニングテーマ                                         |
| FOREVER & EVER                     | PS2『第2次スーパーロボット大戦α』エンディングテーマ                                         |